# El Tarf

El Tarf (arabiska الطارف) är en stad och kommun i nordöstra Algeriet och är administrativ huvudort för en provins med samma namn. Folkmängden i kommunen uppgick till 25 594 invånare vid folkräkningen 2008, varav 13 346 invånare bodde i själva centralorten.